# みんなのうた発掘スペシャル
『みんなのうた発掘スペシャル』（みんなのうた はっくつスペシャル）は、2012年3月に5回に亘ってNHK総合の深夜で放送された、『みんなのうた』関連の特別番組である。

## 概要
1961年4月1日に開始し、2011年で放送50周年を迎えた『みんなのうた』だが、過去放送した1300曲以上の楽曲のうち、500曲の映像や音声が失われていた。
そこで放送50周年をきっかけに「みんなのうた発掘プロジェクト」を立ち上げ、2011年1月1日からリニューアルされた番組サイトや、その日NHK総合で放送された『みんなのうた新春スペシャル』で、視聴者からの情報提供を呼びかけたところ、1年間の間に、音声約200曲、映像約80曲もの楽曲を回復することができた。その発掘された映像付き楽曲の中から、約60曲を5回にわたって放送したのが当番組である。

## 番組構成
オープニングは、「VOL.1」と「VOL.2」は通常放送版と同じオープニング映像に、「みんなのうた発掘スペシャル」のタイトルテロップを添えて放送した後、ナレーションと放送曲紹介を添えたアバンタイトル（新作）を放送したが、「VOL.3」以降は通常放送版OPが省略されて、すぐにアバンタイトルとなる。
曲名表示部は、放送当時の同部分（初回・再放送に関らず）をそのまま放送したが、『こびとのうた』、『じゃがいも』などのように、ホワイトバックに曲名などのテロップを添えたものも存在した。また通常番組で行われている「初回放送年月」のテロップも添えられたが、『じゃがいも』、『歩いて行こう』などのように、楽曲映像部の冒頭に添えられたものも存在した。
楽曲映像部は、「歌手名」、「映像製作者」、「歌詞」のテロップは当時の物をそのまま放送するか、あるいはニュープリントとなるかのどちらかとなる。また映像は両脇にサイドパネルを添えて放送し、更に通常番組同様、曲のラストには画面右隅に「曲名」「歌手名」のテロップが添えられた。
エンドキャッチは、「VOL.1」は通常番組の物を使用、「VOL.2」は「発掘プロジェクト」に関する視聴者への呼びかけだったが、「VOL.3」以降は最終曲のラストの画面に、そのままタイトルが添えられた。

## 放送楽曲一覧

### VOL.1
放送日時：2012年3月16日 1:40 - 2:20（JST）
- こびとのうた（東京放送児童合唱団）
- じゃがいも（西六郷少年少女合唱団）
- イナレオタ 〜さかだちのうた〜（東京少年少女合唱隊）
- ラッパと少年（天地総子）
- あくびのむこうにとびだそう（西六郷少年少女合唱団）
- ツビレグ ツブレグ マーチ（東京少年少女合唱隊）
- 虹と雪のバラード（トワ・エ・モワ）
- ごめんなさい（なべおさみ）
- 歩いて行こう（ジャッケルス）
- ふるさとのヨーデル（西六郷少年少女合唱団）
- 島原地方の子守唄（由紀さおり）
- ラ・ゴロンドリーナ（つばめ）（ボニージャックス）[注釈 2]

### VOL.2
放送日時：2012年3月17日 1:55 - 2:25（JST）
- ちいさな汽車（デューク・エイセス）
- この広い野原いっぱい（森山良子）
- 音のシンフォニー（東京放送児童合唱団）
- 矢車草（芹洋子）
- オブラディ オブラダ（フォーリーブス）
- 赤い山 青い山 白い山 (北海道地方のわらべ唄)（小柳ルミ子）
- ながいなさんとはやいなさん（シンガーズ・スリー）
- 鳩笛（長谷川きよし）
- 遠いまち（五輪真弓）
- 緑の小馬が生まれたら（大杉久美子）
- ボクたち大阪の子どもやでェ（T・J・C）
- 風の子守歌（岸部シロー）

### VOL.3
放送日時：2012年3月20日 4:30 - 5:00（JST）
- 気球にのって（東京放送児童合唱団）
- 巣立つ日まで（田中由美子）
- ここは南の島（石川さゆり）
- 天使のパンツ（むとうかんぺい・むとうりつこ）
- シンドバッドの船（大塚博堂）
- ともだちはいいもんだ（トランザム）
- かな かな かな（由紀さおり）
- さびしがりやさんこんにちは（クニ河内、フィーリング・フリー）
- ぼくらは三つ子の男の子（クリケッツ）
- 切手のないおくりもの（財津和夫、チューリップ）[注釈 3]
- 川（久保田綾）
- 夏は来ぬ（百合丘コーラス・児童合唱団）[注釈 4]

### VOL.4
放送日時：2012年3月28日 2:25 - 2:55（JST）
- わたしは「とうふ」です（熊倉一雄、東京放送児童合唱団）
- 北の旅（さとう宗幸）
- だるまさんがころんだ（斎藤こず恵）
- 大空から見れば（小椋佳）
- 夢みてるわけじゃないよ（高野宏峰、東京放送児童合唱団）
- 北国放浪（森田公一とトップギャラン）
- ホロスコープ〜あなたの星座〜（榊原郁恵）
- 6ちゃんがねころんで（熊倉一雄）
- 道（広谷順子）
- ビューティフル・ネーム（ゴダイゴ）
- まちぼうけ（秋吉久美子）
- 進め!しんじ君（芹洋子）
- 今夜も眠れない（塚本美和子、少年少女合唱団みずうみ）

### VOL.5
放送日時：2012年4月3日15:25 - 15:55
- 嵯峨野巡礼（あべ静江）
- 紅葉（女声合唱団「渚」）
- ヒュルルジンジンからっ風（デューク・エイセス）[注釈 7]
- 雪娘（チェリッシュ）
- かくれんぼ（川島和子、東京放送児童合唱団）
- 乙女峠へ（大津彰）
- グリーン・グラス（来生たかお）
- のらねこ三度笠（西田敏行）
- コラソンDEデート（OPA、石崎はるこ）
- シャッキシャキの転校生（川崎少年少女合唱団）
- 灯台守（杉並児童合唱団）
- ドン・キホーテ（佐々木功）
- 走れジョリィ（堀江美都子とベルギーの子どもたち）[注釈 8]